# 9233 Itagijun
9233 Itagijun è un asteroide della fascia principale. Scoperto nel 1997, presenta un'orbita caratterizzata da un semiasse maggiore pari a 2,5548863 UA e da un'eccentricità di 0,2531794, inclinata di 7,58410° rispetto all'eclittica.
L'asteroide è dedicato all'astrofilo giapponese Jun Itagi.